# Argentinerparken
Argentinerparken i Sønderskov ved Snoghøj er et område på 2 hektar, som Dansk-Argentinsk Forening (stiftet 1908) købte i 1937 og den 9. juli 1938 indviede som samlingssted og mindepark for danskere, der var udvandret til Argentina. 
Lørdag den 28. juni 2008 holdt Dansk-Argentinsk Forening sit 100-års jubilæum i parken og fejrede 70-året for Argentinerparkens indvielse. 
I parken står der tre mindesten. Den ene bærer teksten: DANSK-ARGENTINSK PARK – PARQUE DANO-ARGENTINO – 9. JULI 1938.
Den næste sten er til minde om Juan Fugl, en dansker der som en af de første udvandrede til Argentina i 1844. Han blev borgmester og således en person, som andre dansk-argentinere så op til. Han døde i København i 1900.
Den tredje sten er rejst over Lars Bækhøj (1876-1959), der var medstifter af Dansk-Argentinsk Forening. Han var vendt tilbage til Danmark efter i en årrække at have virket som lærer for indvandrede danskere i Argentina.